# Расторф
Расторф (нем. Rastorf) — община в Германии, в земле Шлезвиг-Гольштейн. 
Входит в состав района Плён. Подчиняется управлению Прец-Ланд.  Население составляет 866 человек (на 31 декабря 2010 года). Занимает площадь 20,02 км².